# Кастере
Кастере — карстова печера в Криму на плато Карабі-яйла. Розташована на схилі г. Карчигали II, недалеко від вершини.
Печера має глибину 67 метрів. Печера відкривається вузьким вертикальним ходом в лісистій воронці. Вхід до печери досить великий — довжиною 5, а шириною 2 метри. У печері один великий і кілька малих залів, в одному з яких є озеро. Печера відома унікальним утворенням під назвою «Сонце Кастере». Проходження печери зазвичай займає близько 4-х годин.
Названа на честь знаменитого французького спелеолога Норбера Кастере.